# Pont Rame
Der Pont Rame (französisch: Ruisseau du Pont Rame) ist ein kleiner Fluss im südwestlichen Teil von Zentral-Frankreich, der im Département Maine-et-Loire der Region Pays de la Loire nordöstlich der Stadt Angers verläuft.

## Geografie

### Verlauf
Der Pont Rame entspringt im nordwestlichen Gemeindegebiet von Jarzé Villages, entwässert mit einem Bogen über Ost generell in nördlicher Richtung durch die Landschaft Baugeois und mündet nach rund 17 Kilometern an der Gemeindegrenze von Durtal und Huillé-Lézigné als linker Nebenfluss in den Loir. Im Oberlauf hält er etwa einen Kilometer Abstand zum Flughafen Angers Loire in der Gemeinde Marcé.
Auf seinem Weg ändert der Fluss häufig seinen Namen:
- Ruisseau de la Houssaie
- L'Argence
- Ruisseau du Pouillet
- Ruisseau du Gué Angevin
- Ruisseau du Pont Rame

### Orte am Fluss
(Reihenfolge in Fließrichtung)
- La Buissonière, Gemeinde Marcé
- Beauvau, Gemeinde Jarzé Villages
- Les Essards, Gemeinde Baugé-en-Anjou
- Montigné-lès-Rairies
- Les Rairies
- Le Petit Noyer, Gemeinde Huillé-Lézigné
- Pont Rame, Gemeinde Durtal